# Natação nos Jogos Pan-Americanos de 2019 - 10 km feminino
A competição dos 10 km feminino da natação nos Jogos Pan-Americanos de 2019 foi realizada em 4 de agosto em Laguna Bujama, Lima, no Peru.

## Calendário
Horário local (UTC-5).
| Data        | Horário | Fase  |
| ----------- | ------- | ----- |
| 4 de agosto | 9:00    | Final |

## Medalhistas
| Ouro   | BRA Ana Marcela Cunha |
| Prata  | ARG Cecilia Biagioli  |
| Bronze | BRA Viviane Jungblut  |

## Resultado final
A competição foi realizada em 4 de agosto. 
| Pos.              | Nadador             | Nacionalidade         | Tempo     | Notas |
| ----------------- | ------------------- | --------------------- | --------- | ----- |
| Medalha de ouro   | Ana Marcela Cunha   | BRA Brasil            | 2:00:51.9 |       |
| Medalha de prata  | Cecilia Biagioli    | ARG Argentina         | 2:01:23.2 |       |
| Medalha de bronze | Viviane Jungblut    | BRA Brasil            | 2:01:24.0 |       |
| 4                 | Romina Imwinkelried | ARG Argentina         | 2:01:44.7 |       |
| 5                 | Kathryn Campbell    | USA Estados Unidos    | 2:01:57.5 |       |
| 6                 | Kate Sanderson      | CAN Canadá            | 2:02:52.2 |       |
| 7                 | María Bramont-Arias | PER Peru              | 2:02:56.9 |       |
| 8                 | Martha Sandoval     | MEX México            | 2:03:44.4 |       |
| 9                 | Chantel Jeffrey     | CAN Canadá            | 2:04:45.0 |       |
| 10                | Rebecca Mann        | USA Estados Unidos    | 2:04:47.0 |       |
| 11                | Paola Pérez         | VEN Venezuela         | 2:05:27.3 |       |
| 12                | Martha Aguilar      | MEX México            | 2:07:46.7 |       |
| 13                | Mahina Valdivia     | CHI Chile             | 2:08:05.5 |       |
| 14                | Jada Chatoor        | TTO Trinidad e Tobago | 2:14:50.6 |       |
| 15                | Yanci Vanegas       | GUA Guatemala         | 2:17:59.4 |       |
| 16                | Fatima Flores       | ESA El Salvador       | 2:18:05.9 |       |
| 17                | Fatima Portillo     | ESA El Salvador       | 2:25:22.2 |       |
| 18                | Mayte González      | CUB Cuba              | DNF       |       |
| 18                | Isabela Cabrera     | GUA Guatemala         | DNF       |       |
| 18                | Samantha Arévalo    | ECU Equador           | DNF       |       |

Legenda
| Recorde mundial                  | Recorde mundial (World record)               |                       | Recorde africano                      | Recorde africano (African) |                                           | Q | Classificado por posição (Qualified) |
| Recorde dos Jogos Pan-Americanos | Recorde pan-americano (Pan-American record)  | Recorde da América    | Recorde da América (Americas)         | q                          | Classificado por melhor tempo (Qualified) |   |                                      |
| Melhor marca do ano              | Melhor marca do ano (World leading)          | Recorde asiático      | Recorde asiático (Asian)              | DNS                        | Não largou (Did not start)                |   |                                      |
| Recorde nacional                 | Recorde nacional (National record)           | Recorde europeu       | Recorde europeu (European)            | DNF                        | Não terminou (Did not finish)             |   |                                      |
| Recorde pessoal                  | Recorde pessoal do atleta (Personal best)    | Recorde da Oceania    | Recorde da Oceania (Oceania)          | DSQ / DQ                   | Desclassificado (Disqualified)            |   |                                      |
| Recorde da temporada             | Recorde da temporada do atleta (Season best) | Recorde sul-americano | Recorde sul-americano (South America) | NM                         | Sem marca (No mark)                       |   |                                      |